# Croton suaveolens
Croton suaveolens är en törelväxtart som beskrevs av John Torrey. Croton suaveolens ingår i släktet Croton och familjen törelväxter. Inga underarter finns listade i Catalogue of Life.